# Amerant Bank Arena
A Amerant Bank Arena é uma arena esportiva em Sunrise, Flórida. É a casa do time de hóquei no gelo da NHL Florida Panthers, e tem capacidade para 19.432 espectadores.

## História

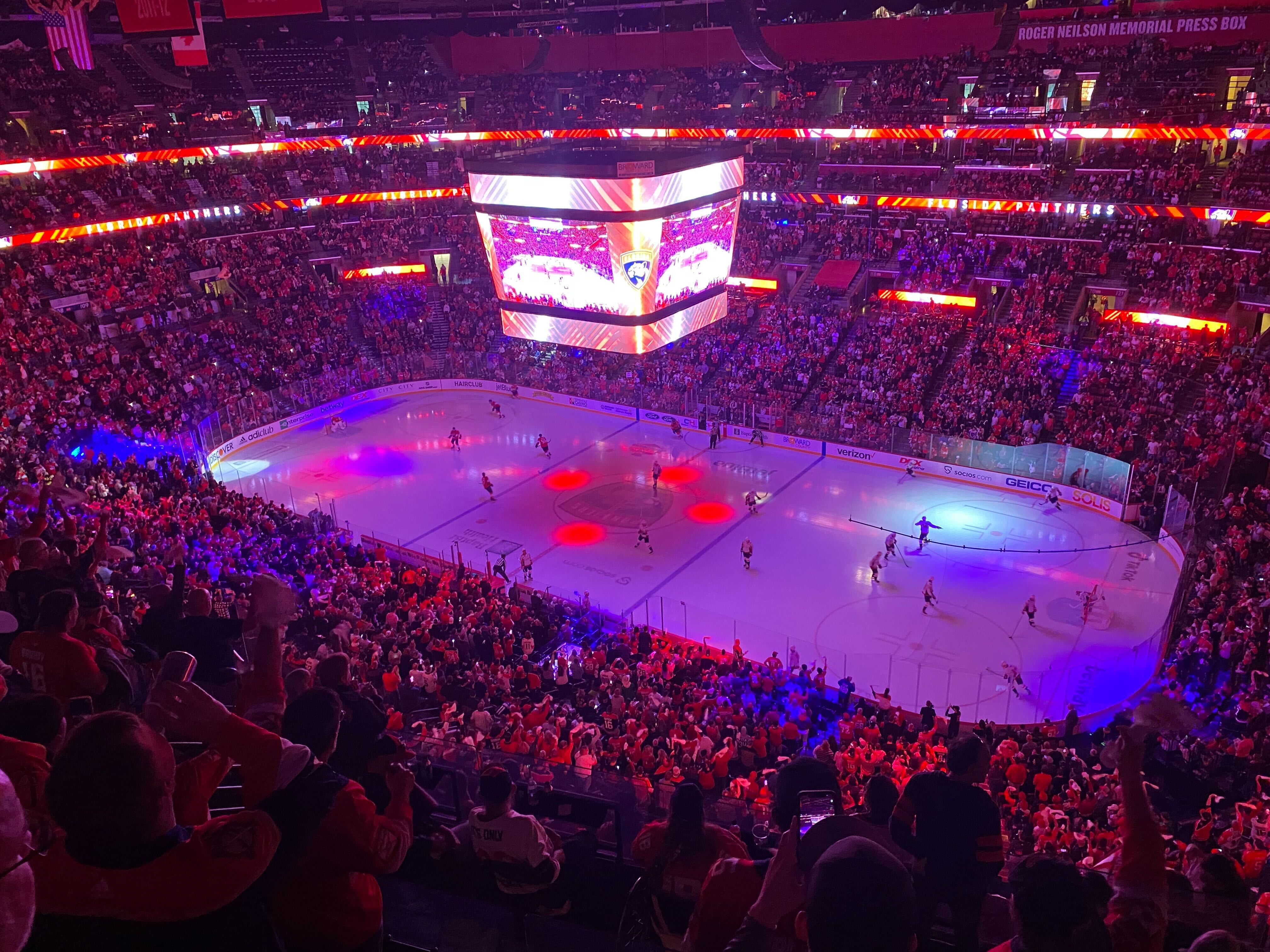
Interior da Amerant Bank Arena

O estádio foi inaugurado em 1998 especificamente para o time do Florida Panthers que antes compartilhava a Miami Arena com o Miami Heat da NBA, também foi a casa do time de futebol americano de arena Florida Bobcats entre 1999 e 2001.